# Stazione di Romanore
La stazione di Romanore è una stazione ferroviaria posta sulla linea Verona-Modena. Serve il centro abitato di Romanore, frazione del comune di Borgo Virgilio.

## Strutture e impianti
La stazione, posta alla progressiva chilometrica 49+888 fra la fermata di Levata e la stazione di Suzzara, conta tre binari serviti da marciapiedi.

## Movimento
La stazione è servita dai treni regionali in servizio sulla relazione Mantova-Modena, cadenzati a frequenza oraria ed esercitati da Trenitalia Tper.